# 保安镇 (连州市)
保安镇，是中华人民共和国广东省清远市连州市下辖的一个乡镇级行政单位。位于连州市东北。旧称宾余乡，以当地唐代诗人孟宾于而得名。民国时因境内土匪活动频繁，更名为“保安”。境内星子河、保安河二水相会。境内福山寺为连州市重点文物保护单位。

## 行政区划
保安镇下辖以下地区：
保安村、本公洞村、子沟村、良塘村、岭咀村、栋头村、卿罡村、黄村、新塘村、水口村、梅田村、大冲村、湾村、麻北村、万家村和种田村。

## 人物
- 廖文英，明末清初人，清南康府知府，白鹿洞书院洞主，《正字通》挂名作者、出版人。